# تپه تر
تپه تر مربوط به دوران‌های تاریخی پس از اسلام است و در شهرستان اراک، بخش مرکزی، دهستان مشک آباد، روستای امرآباد واقع شده و این اثر در تاریخ ۲۸ اسفند ۱۳۸۵ با شمارهٔ ثبت ۱۹۰۲۵ به‌عنوان یکی از آثار ملی ایران به ثبت رسیده است.